# Skive Station
Skive Station er en dansk jernbanestation i byen Skive i Midtjylland.
Den er i dag station på Langå-Struer-banen, men var tidligere et jernbaneknudepunkt, hvorfra der også gik to baner til Salling. I det meste af den periode hed den Skive H eller Skive Hovedbanegård. Den første station i Skive åbnede i 1864, da etapen fra Viborg til Skive af Langå-Struer-banen blev indviet. Den nuværende station blev åbnet for trafik 2. februar 1962 i forbindelse med en større sporomlægning i og omkring Skive.

## Historie

### Skives første station
Den første station i Skive blev anlagt som endestation på banen mellem Viborg og Skive, der åbnede for drift 17. oktober 1864. Stationen var placeret øst for Skive by, så man undgik store anlægsarbejder ved krydsning af Karup Å og de bakker, byen er bygget på.
Da banen blev forlænget til Struer i november 1865, kunne man ikke forlænge sporet gennem stationen, så togene skulle køre tilbage mod Viborg til et sporskifte, hvorfra der var forbindelse til Struer. Nu undgik man ikke at krydse Karup Å, men det blev på et mere bekvemt sted ved Lundbro.
Snart blev sporet alligevel forlænget fra stationen og ført på en bro over Karup Å og i en stor bue ned til Skives nye havn. 18. december 1870 åbnede man Skive Havnebane – eller Skive Hestebane, for det var i starten heste, der trak de ret små godsvogne.
15. maj 1884 åbnedes Sallingbanen fra Skive til Glyngøre. ½ km nordvest for stationen havde Sallingbanen sit eget standsningssted Skive Holdeplads, der lå tættere på byens centrum. Ved udgangen af 1890'erne havde holdepladsen ca. en tredjedel af de rejsende til/fra Skive.

### Skives anden station
Den almindelige trafikforøgelse – herunder også fra Sallingbanen – bevirkede, at den oprindelige station blev for lille og måtte udvides. 28. september 1888 blev Skives anden station taget i brug. Dens stationsbygning var placeret 0,3 km øst for den oprindelige.
Den gamle stationsbygning blev revet ned omkring 1. verdenskrig. 11. december 1924 åbnede Vestsallingbanen fra Skive til Spøttrup. Den fik perron, hvor den oprindelige stationsbygning havde ligget.
1. maj 1922 holdt DSB op med at bruge betegnelsen holdeplads. Skive holdeplads blev nu en station ved navn Skive Nord. Hidtil havde man ikke kunnet forveksle stationen og holdepladsen, men nu havde Skive pludselig to stationer. Fra 22. maj 1927 blev Skive station derfor omdøbt til Skive H (H for hovedbanegård).

### Skives tredje station
I næsten hundrede år havde Skive sin rebroussementsstation, inden man 2. februar 1962 åbnede den nuværende gennemkørselsstation. Det krævede omlægning af Langå-Struer-banen på en næsten 4 km lang strækning.
De to Sallingbaner, der hidtil havde fulgtes ad øst om byen fra Skive Nord, blev også flyttet til den ny station og fik ny linjeføring, der gik i en stor bue vest om byen og var 1 km længere. Allerede i 1940'erne var der enighed om denne løsning, og i 1952 blev den nordlige etape af arbejdet sat i gang. Viadukten under Vindevej er bygget i 1954, men så lå arbejdet stille nogle år. I 1958-60 byggede man den 132 m lange tunnel under Holstebrovej, og i sommeren 1961 blev sporet lagt.
Ligesom de to baner hidtil havde delt sig på hver sit spor fra Skive Nord, delte de sig nu 3 km ude på den ny strækning ved det ny Skive Nord. Det var dog kun et trinbræt, så nu havde Skive igen kun én station.
Den ny station var anlagt med 4 perronspor, tre til DSB-strækningerne Langå-Struer og Sallingbanen og et til den private Vestsallingbane. Den gamle station blev revet ned få måneder efter indvielsen af den ny.
31. marts 1966 blev Vestsallingbanen nedlagt, og 23. maj 1971 stoppede persontrafikken på Sallingbanen. Herefter forsvandt navnet Skive Hovedbanegård med den nye køreplan 28. maj 1972.

## Strækninger hvor nedlagt banetracé er bevaret

### Skive Havnebane
Efter sporomlægningen i 1962 blev Langå-Struer banens gamle linjeføring ind til rebroussementsstationen en del af havnebanen. Den 2½ km lange havnebane er ikke længere i brug, men skinnerne ligger der stadig.
- Havnebanen er afbrudt ved hovedsporet
- Efter Skives ældste station krydsede havnebanen Viborgvej og senere Karup Å - her kom havnebanen til at dele spor med de to Sallingbaner
- Havnebanen passerer stadion og tennisbaner
- Efter bækken deler havnebanen sig i to spor mod nordkajen og sydkajen

- Wikimedia Commons har flere filer relateret til Skive Havnebane